# Turisme sexual infantil
El turisme sexual infantil és un turisme amb el propòsit de participar en la prostitució infantil, que facilita comercialment l'abús sexual infantil. La definició de nen a la Convenció sobre els drets de l'infant de les Nacions Unides és "qualsevol menor de 18 anys". El turisme sexual infantil comporta conseqüències mentals i físiques per als nens explotats, que poden incloure infeccions de transmissió sexual (inclòs VIH/SIDA), addicció a les drogues, embaràs, desnutrició, ostracisme social i mort. El turisme sexual infantil és part de la multimilionària indústria del turisme sexual global dins del tema més ampli de l'explotació sexual infantil. El turisme sexual infantil victimitza aproximadament 2 milions de nens a tot el món. Els nens que es prostitueixen en el comerç de turisme sexual infantil sovint han estat atrets o segrestats a l'esclavitud sexual.
Els usuaris de nens amb finalitats comercials i sexuals es poden classificar segons motius. Encara que els pedòfils s'associen popularment amb el turisme sexual infantil, no són la majoria dels usuaris. Hi ha dos tipus de delinqüents: els maltractadors preferents que prefereixen específicament els menors, perquè busquen establir-hi una relació o perquè perceben que hi ha menys risc d'infeccions de transmissió sexual; i els usuaris situacionals que són maltractadors que no busquen activament menors, però per als quals l'acte real és oportunista. Per als usuaris situacionals, pot haver-hi una manca de preocupació per comprovar l'edat d'una prostituta abans de participar en una activitat sexual.
Els delinqüents sexuals infantils que viatgen poden utilitzar internet per planificar els seus viatges buscant i intercanviant informació sobre oportunitats i on es poden trobar els menors més vulnerables, generalment a zones de baixos ingressos. Diversos governs han promulgat lleis per permetre el processament dels seus ciutadans per abusos sexuals infantils comesos fora del seu país d'origen. Tanmateix, mentre que les lleis contra el turisme sexual infantil poden dissuadir els delinqüents situacionals que poden actuar de manera impulsiva, els pedòfils que viatgen específicament amb el propòsit d'explotar nens no es poden dissuadir fàcilment.